# Інтелект горил
Інтелект горил досліджений менше, ніж у інших гомінідів. Станом на 2024 рік на здатність спілкування жестовою мовою були досліджені тільки 3 горили.
Горили вважаються найближчими родичами людини після шимпанзе, але відокремилися від людей майже одночасно з шимпанзе. Вони також володіють більшим розміром мозку, ніж шимпанзе та іноді більшим, ніж деякі люди. Рекорд тривалості життя горили — 56 років.
Хоча горили не можуть говорити через будову голосового апарату, вони здатні спілкуватися жестовою мовою. Вони можуть вживати слова в переносному сенсі, можуть створювати нові поняття, комбінуючи відомі слова, наприклад: «запальничка» — «пляшка-сірник», мають почуття гумору. Горила Коко опанувала більш ніж тисячу знаків жестової мови амслена і була здатна сприймати на слух і розуміти близько двох тисяч англійських розмовних слів. Також вона навчилася користуватися комп'ютерною клавіатурою і освоїла 500 символів на мові символів, але в поєднанні з різними смисловими значеннями їх число доходить до тисячі. Окрім того вона вміє малювати.
Оскільки горили травоїдні, на відміну від інших гомінідів, в природі вони мало використовують знаряддя праці. Помічено було лише використання палиць для підтримки постави і перевірки глибини води, і колоди як моста. Однак у неволі вони використовують знаряддя праці так часто, як шимпанзе. Горили в Празькому зоопарку надягали деревину на шерсть як «капці» при ходьбі по снігу або для перетину вологої ділянки підлоги. Ще горили будують гнізда. Денні гнізда, як правило, це прості збірки гілок і листя на землі, а нічні гнізда — більш складні конструкції на деревах.

## Самосвідомість
Всі горили, які досліджувалися в лабораторіях (Коко і Майкл) пройшли дзеркальний тест на наявність самосвідомості. Їх вміння спілкуватися жестовою мовою цілком доводять наявність самосвідомості. Спочатку вважалося, що горили не здатні пройти тест, але станом на 2024 рік існує декілька добре задокументованих «доповідей» про горил (таких як Коко) здатних пройти цей тест.

## Мова

### Жестова мова
Експерименти показали, що горили володіють символічним мисленням і легко користуються принципом узагальнення, застосовуючи знайомі жести в нових ситуаціях. Людиноподібні мавпи здатні вживати слова в переносному сенсі, володіють метафорами. Вони можуть створювати нові поняття, комбінуючи відомі слова, наприклад: «запальничка» — «пляшка-сірник».
Горила Коко опанувала більш ніж тисячу знаків жестової мови амслена і була здатна сприймати на слух і розуміти близько двох тисяч англійських розмовних слів. Вона вміла жартувати і описувати свої почуття — смуток, невдоволення. Найвідоміший її жарт: вона називала себе «гарною пташкою», заявляючи, що вміє літати, але потім зізналася, що це жарт. Коли її партнер, горила Майкл, відірвав ногу у її тканинної ляльки, Коко сказала йому на жестовій мові: «Ти брудний поганий туалет».
Паттерсон говорить, що вона зафіксувала її у винаході нових знаків жестів. Наприклад, вона говорить, що її ніхто не вчив слову «кільце», але щоб сказати його, Коко сказала «палець» і «браслет», звідси і «палець-браслет».
Їй усвідомлювала такі абстрактні поняття, як «нудьга» і «уява». Коли Коко побачила коня з вуздечкою в роті, вона сигналізувала «Кінь сумна», пояснивши — «Зуби». Також Коко дуже не любила митися у ванні і на фотографію іншої мавпи в ванній, відреагувала: «Я там плакати» (американською жестовою мовою немає форм слова).
Вона прекрасно розуміла, що таке минуле і майбутнє.
Вона повідомляла, коли їй погано, і навіть могла висловити силу болю за шкалою. Тим не менш, вона вважала за краще терпіти, поки біль не стане дуже сильним. Коли у неї заболів зуб, вона змогла самостійно пояснити, наскільки їй боляче за шкалою від 1 до 12 (вона вказала 9)..
Коефіцієнт розумового розвитку її знаходився в інтервалі від 75 до 95 (середній у людей-90, розумова відсталість-менше 70).
А самець горили Майкл встиг вивчити близько 600 знаків жестів (деяким з яких його навчила горила Коко) до того як помер від серцевого нападу 19 квітня 2000 року. Він зміг розповісти жестовою мовою як його маму вбили браконьєри.

### Мова символів
За час вивчення інтелектуальних здібностей людиноподібної мавпи, Коко навчилася володіти комп'ютерною клавіатурою. За допомогою клавіатури вона виводить символи на екран монітора. Горила освоїла 500 символів, але в поєднанні з різними смисловими значеннями їх число доходить до тисячі.

### В природі
Вчені, які вивчають горил в природі, виявили у них щонайменше 16 різних звукових сигналів. Групу горил очолює найстаріший і найсильніший самець, який визначає розпорядок дня, де шукати їжу або вибрати місце для ночівлі. Для затвердження свого авторитету ватажок виконує страхітливий «танець», який являє собою не більш ніж погрозу: навіть самець майже завжди утримується від справжнього нападу. Навіть в рідкісних випадках нападу на людину горили обмежуються лише поодинокими укусами.

## Мистецтво

### Малювання
Коко була здатна малювати на рівні розвитку трьох-чотирирічного малюка (у мавп відсутній проміжок між великим і рештою пальців і їм важче малювати). Вона відображає в своїх малюнках улюблені іграшки і тварин, які перебувають з нею. Майкл теж вмів малювати.

## Житла горил

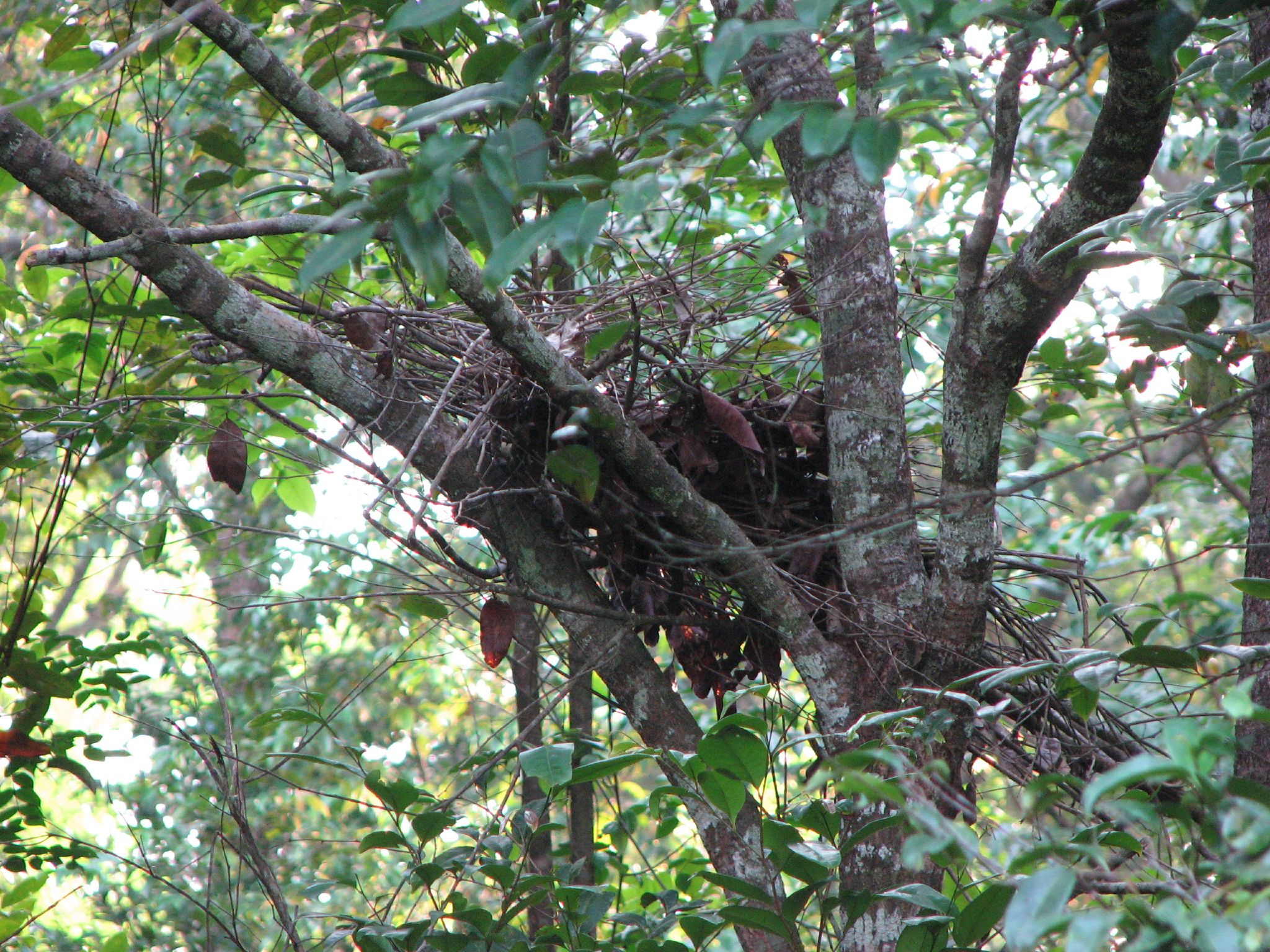
Нічне гніздо горили побудоване на дереві.

Горили будують денні та нічні гнізда. Денні гнізда, як правило, прості збірки гілок і листя на землі, а нічні гнізда більш складні конструкції на деревах. Гнізда від 0,61 до 1,5 м в діаметрі і будуються горилами індивідуально. Молоді горили гніздяться в одному гнізді з батьками, але після трьох років самі будують гнізда, спочатку поруч з батьківськими.  Гнізда горил розміщені довільно, для будівництва використовуються спеціальні місця на деревах. 

## Знаряддя праці горил

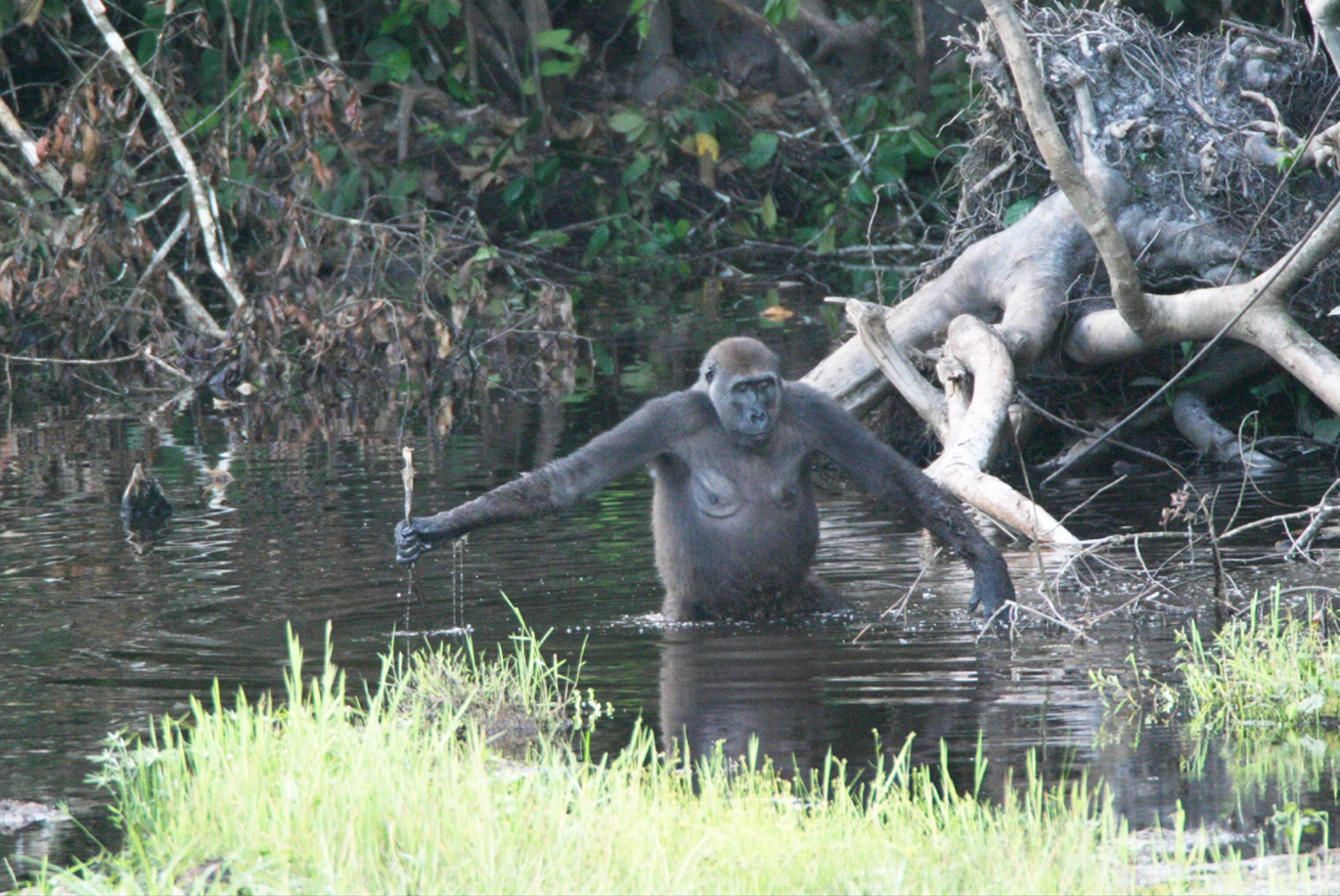
Горила використовує палицю для вимірювання глибини води і як «тростину», щоб підтримати свою поставу

Всі описані нижче знаряддя праці використовувалися горилами без втручання людей, так як в квартирах, лабораторіях і за допомогою дресирування горили можуть використовувати будь-які знаряддя праці, як і люди.

### В природі
Одне з можливих пояснень відсутності зафіксованого використання інструментів дикими горилами в тому, що вони харчуються інакше ніж шимпанзе,  і їх харчування не вимагає використання інструментів. У той час як харчування шимпанзе і орангутангів вимагає використання таких інструментів, як молоти, щоб розбивати горіхи і палички, щоб ловити термітів, горили мають доступ до цих продуктів, розколюючи горіхи їх зубами і розбиваючи термітники руками.
- Паличка

Західна рівнинна горила жіночої статі використовувала знаряддя праці для перевірки глибини і як «паличку», щоб підтримати свою поставу при перетині глибшої води.
- Стабілізатор

Інша горила жіночої статі використовувала палицю від невеликого чагарнику як стабілізатор під час пошуку їжі.
- Міст

Ще одна горила використовувала колоду в якості моста.

### В неволі
- Дерев'яні капці та ін.

Горили в Пражському зоопарку використовували інструменти у декілька способів, наприклад одягали деревину на шерсть у якості "капців" при ходьбі по снігу чи перетині мокрої ділянки підлоги. Горилами в зоопарку були зроблені різні інструменти.
- Збивання листя і насіння

В іншій групі горил в зоопарку, спостерігали як кілька горил кидали палиці і колоди в дерево, мабуть, щоб збити листя і насіння.
- Погрози

Інші західні рівнинні горили в зоопарку погрожували один одному палицями і великими шматками дерева.
- Гігієна

У той же час інші використовували палички для гігієнічних цілей.
- Сходи

Деякі горили в зоопарку використовують колоди як сходи.

## Прямоходіння
Самець горили на прізвисько Амбам, що живе в британському парку диких тварин в графстві Кент, прославився на весь світ завдяки дивовижній здатності: він вміє ходити на двох ногах як людина. Як відзначають співробітники парку, прямоходіння — цілком буденна річ для горил. Вони часто пересуваються на двох ногах, коли їм потрібно перенести якийсь предмет, або в негоду, коли їм не хочеться морозити руки. Однак, Амбам освоїв техніку людського пересування дуже добре.

## Втечі з зоопарків
Горила Евелін вже чотири рази тікала з зоопарку. В один з разів вона забралася на спину іншої горили, звідки і перемахнула через огорожу. Іншого разу — перебралася через стіну по ліанах, після чого цілу годину бігала по зоопарку. Через це відвідувачів довелося в терміновому порядку евакуювати.

## Порятунок дітей
- Горила Бінті Джуа[en] врятувала від інших горил трирічного хлопчика, який упав у вольєр горил, в той час як у неї на спині на шерсті висіла її 16-місячна дитина горили Коол (англ. Koola).

- Самець горили Джамбо[en] теж врятував від інших горил п'ятирічного хлопчика, який упав у вольєр до горил.

- Горила Джумоке[en] врятувала свого сина Джонту (англ. Jontu), який не дихав при народженні.